# Verba volant, scripta manent

Verba volant, scripta manent este un proverb latin. Tradus ad-literam, el înseamnă „vorbele zboară, scrisul rămâne”.
Această frază pare să provină dintr-un discurs rostit de Caius Titus în Senatul roman, prin care a sugerat că vorbele rostite ar putea fi ușor de uitat, dar documentele scrise sunt păstrate și pot fi întotdeauna concludente în treburile publice. Un sens aferent este că dacă doi oameni doresc să se stabilească un acord formal cu privire la ceva este mai bine să-l formuleze în scris decât să se bazeze pe un simplu acord verbal.